# Kristina Taberyová
 Kristina Taberyová  (ur. 24 lipca 1951 w Železnej Rudzie, zm. 19 stycznia 2023 w Pradze) – czeska reżyserka; córka Zdeňka Štěpánka oraz siostra Petra Štěpánka, Martina Štěpánka i Jany Štěpánkowej.

## Biogram
Po ukończeniu praskiej DAMU (1976) objęła reżyserskie stanowisko w Teatru Południowo-Czeskim w Czeskich Budziejowicach. W latach 1988–1990 członkini Teatru J. K. Tyla w Pilźnie.  Od 1992 r. była zatrudniona w Telewizji Czeskiej w Pradze.
Z chęcią reżyserowała przede wszystkim sztuki realistyczne i psychologiczne repertuaru klasycznego i współczesnego (Terence Williams, Alois Jirásek).
Publiczność i krytyków zainteresowała wrażliwym stosunkiem do ludowych sztuk barokowych w transkrypcji J. Kopeckiego (Komedie o Anešce).